# Випікання весільних утят у селі Річки

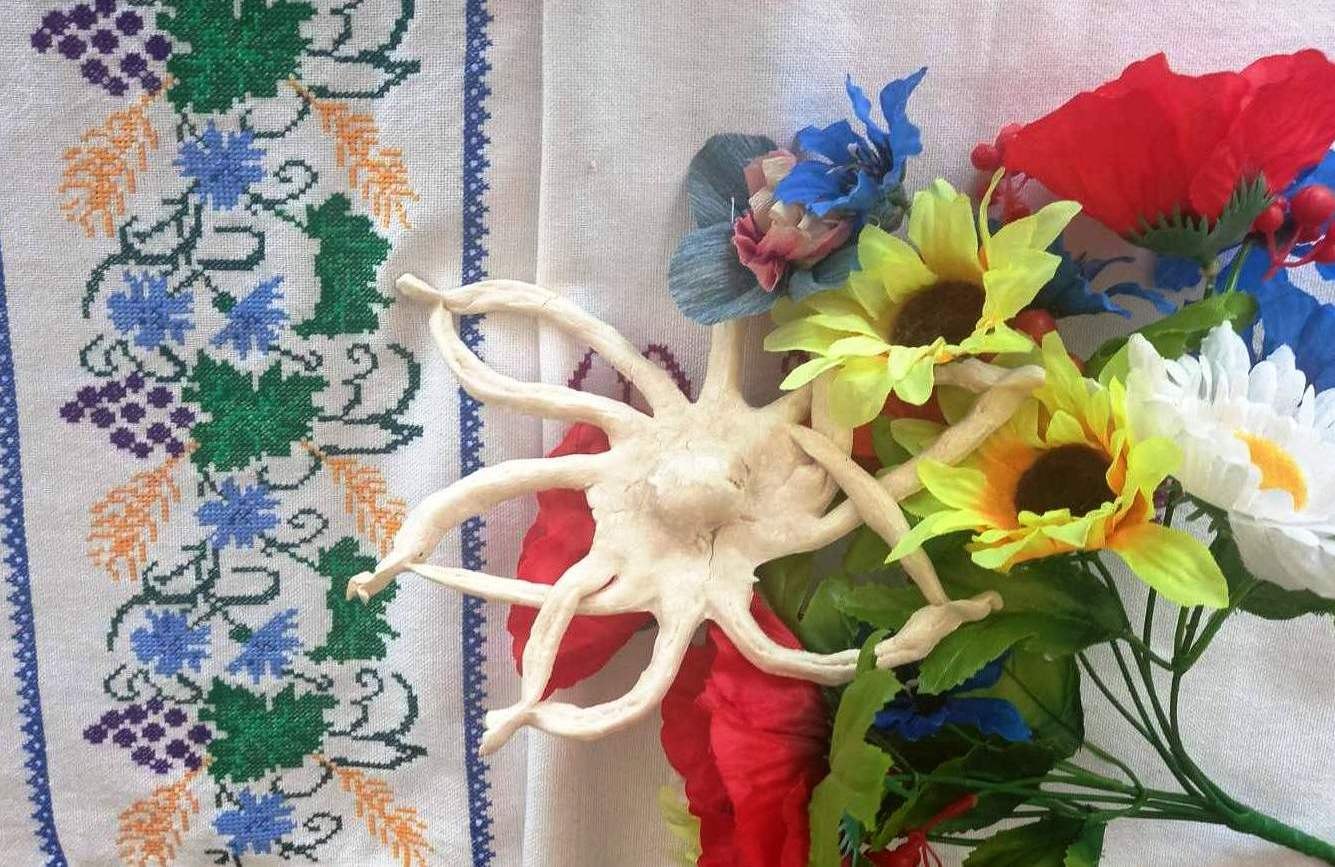

Випікання весільних утят у селі Річки — традиція, яка походить з села Річки, Сумської області. Включена до переліку Нематеріальної культурної спадщини України.
Весільні утята, саме «утята», а не качки — це весільне солодке печиво, яким прикрашають коровай молодих.

## Історія
За спогадами господинь, традиція випікання весільних утят у селі була популярною в 1960-х, 1970-х роках.
Приготування та випікання утят, яке традиційно відбувалось у вівторок або в середу, супроводжувалось обрядовими піснями.
Тоді як коровай випікався в четвер. Весілля святкували в п'ятницю або неділю.
Коли коровай був повністю випечений та застиглий, молоді незаміжні дівчата починали прикрашати коровай «утятами». Зверху короваю згідно із традицією ставили «паву», а навколо обов'язково парну кількість утят.

## Символічне значення
Печиво «весільні утята» стало символом любові за злагоди для молодої сім'ї. Коли ввечері наречені збираються їхати до молодого, дружки та бояри наввипередки розбирають це печиво, щоб принести добробут та благополуччя у дім і сім'ю. Іноді на весіллях випікали багато весільних утят, для того, щоб вистачило усім гостям та боярам.